# Matadero

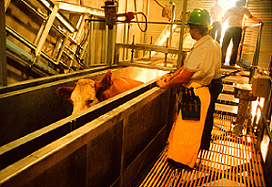
Matadero.

Un matadero, camal o rastro es una instalación industrial estatal o privada en la que se sacrifican animales de granja para su posterior procesamiento, almacenamiento y comercialización como carne u otras clases de productos de origen animal. La localización, operación y los procesos utilizados varían de acuerdo a una serie de factores tales el uso público (o maquila) o la proximidad del productor, la logística (como los mataderos móviles), la salud pública, la demanda del cliente, y hasta preceptos religiosos o morales (como halal o kosher). 
Los problemas de contaminación por desechos también deben ser evitados a través de un correcto planeamiento y equipamientos adecuados. Desde la crisis por la enfermedad de las vacas locas, en Europa los desechos o subproductos de origen animal se dividen en tres importantes categorías para evitar que cualquiera de esos subproducto que no esté destinado al consumo humano entre en la cadena alimentaria.

## Historia

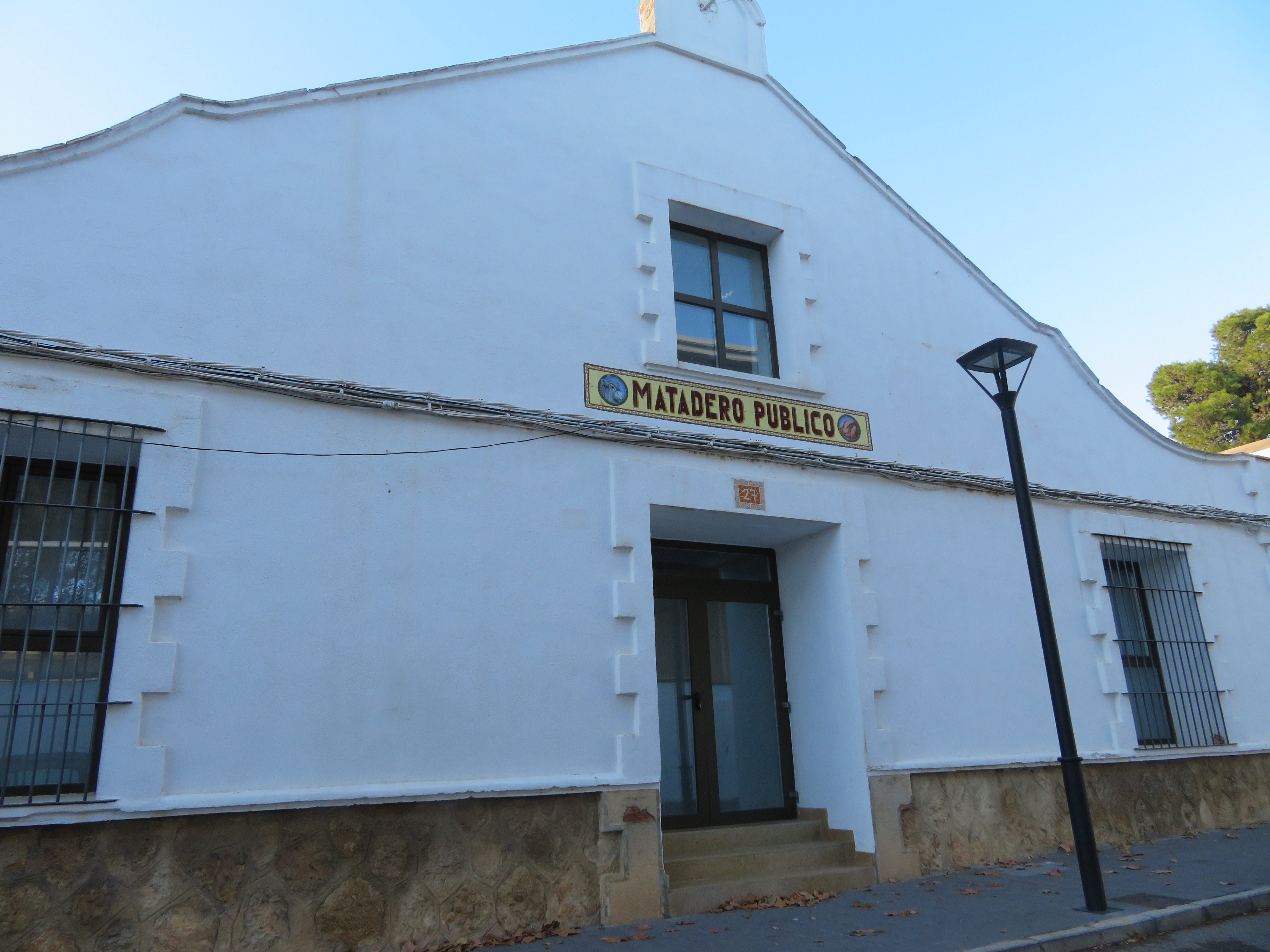
Edificio del matadero público (Coves de Vinromá).

La evolución desde los antiguos mataderos a cielo abierto, malolientes y llenos de predadores, a los frigoríficos modernos comenzó con el descubrimiento de los procesos de refrigeración con amoníaco. La posibilidad de almacenar y transportar grandes cantidades de carne dio la posibilidad de retirar esta actividad de la ciudad y sus proximidades; y acercarla a los lugares de producción.
La evolución de la biología, con el estudio de los microorganismos causantes de enfermedades, llevó a una constante búsqueda de mayor higiene y limpieza.
En la actualidad, es posible encontrar en un punto de venta, por ejemplo, de Europa, carne proveniente de Uruguay, Australia o Argentina, pollo de Brasil o tocino de Estados Unidos; hechos posibles gracias a la evolución de la industria.

## Procedimientos
Al llegar al matadero los animales se alojan en corrales de espera durante uno o más días. Luego reciben la primera de una serie de inspecciones sanitarias a cargo de veterinarios acreditados por la autoridad gubernamental competente. 
Se procede al sacrificio del animal, el cual puede realizarse mediante un disparo al cráneo con una pistola de aire comprimido de bala cautiva o con una descarga eléctrica, aunque esto puede variar dependiendo de cada especie. También se aturde con gas pequeños animales como gallinas. Tras el sacrificio se procede a la exanguinación, para lo que se cuelga al animal y se degüella antes de que se pase el efecto del aturdimiento. Posteriormente, se lava con vapor y se retiran las vísceras y, salvo en el caso del cerdo, la piel.
Tras una nueva inspección sanitaria para determinar su aptitud para el consumo humano, se pasa entonces a las cámaras de refrigeración, cuya temperatura se encuentra entre 0 °C y 5 °C, para restringir la contaminación por microorganismos, donde debe permanecer por una noche. La carne está lista entonces para recibir la preparación final, conforme su uso. Se corta manualmente, se empaqueta, refrigera o congela y se almacena hasta su envío final. Se debe tener en cuenta que desde el inicio del manejo de la carne a temperatura baja nunca debe perderse la cadena de frío alcanzada a lo largo de todos los procesos.

## Salas de despiece y mataderos
Las salas de despiece son los únicos locales donde se autoriza el despiece y deshuesado de las carnes frescas. Efectuado el despiece, y en su caso el embalaje, las carnes se transportarán al local frigorífico para su almacenamiento.
Durante las operaciones de despiece, deshuesado, envasado y embalaje las carnes se mantendrán permanentemente a una temperatura interna igual o inferior a 7 ºC. Asimismo, durante el despiece, la temperatura del local no rebasaran 12 ºC.
Las carnes también se podrán despiezar en caliente. Para que se pueda realizar el despiece bajo este sistema, se requerirá que las canales se transporten directamente del local de sacrificio (matadero) al de despiece de forma ininterrumpida. Ambos locales estarán en el mismo grupo de edificios del establecimiento y suficientemente próximos el uno al otro, de modo que las canales a despiezar puedan trasladarse sin ruptura de la cadena de transporte de uno a otro local, y que el despiece se efectúe sin demora alguna. Inmediatamente después de efectuado el despiece y, en su caso, el envasado, se procederá al transporte de las carnes a un local frigorífico adecuado.
La operación del despiece se efectuara de modo que se evite cualquier contaminación de las carnes, eliminándose las esquirlas y los coágulos de sangre.
Las carnes procedentes del despiece y no destinadas al consumo humano, a medida que se vayan obteniendo, se colocaran en recipientes especiales estancos, de materias inalterables, provistos de cierre, o bien se llevarán a un local cerrado con llave destinado a este uso o se procederá a su destrucción en una instalación adecuada.

## Productos
El producto principal del proceso es la carne fresca, en forma de reses completas, medias o cuartas, o tajadas más pequeñas. La sangre –utilizada como insumo en industrias químicas– o sebo, retirado de restos de huesos y grasa, la harina de huesos y carne, las pieles, el pelo y las vísceras. Estos subproductos requieren procesamiento adicional.
Como curiosidad, hasta cálculos biliares son vendidos como insumo para industrias químicas o productores asiáticos de perlas.

## Contaminación
Las fuentes principales de contaminación son los afluentes que transportan los sólidos. El único contaminante atmosférico es el olor de las sustancias putrescibles y la descomposición orgánica, que constituye una molestia constante.
Los contaminantes más importantes que contienen las aguas servidas de los mataderos son: su demanda biológica de oxígeno (DBO5), los sólidos en suspensión y aceites. Estos pueden ser reprocesados o enviados al depósito de basura.

## Riesgos laborales
Los principales peligros para la seguridad que se relacionan con los mataderos son: 
- Cortes y abrasiones causados por los cuchillos y otras herramientas cortantes.
- Caídas en suelos resbaladizos.
- Quemaduras y escaldaduras por agua caliente y vapor.
- Lesiones causadas al levantar peso.
- Choque eléctrico por uso incorrecto de herramientas eléctricas o defectos en aislamiento eléctrico.

## Enfermedades
El principal peligro para la salud proviene de enfermedades en los animales como brucelosis, ántrax (carbunco), síndrome respiratorio, enfermedades de la piel, erisipela, muermo, tularemia y fiebres.
La salud mental de los trabajadores puede verse afectada por enfermedades como la depresión, estrés postraumatico,  ansiedad, para este trabajo se requiere matar un animal tras otro por ello se provoca una disociación del acto lo que puede provocar conductas violentas, abuso de sustancias, arrebatos de furia, paranoia, también aumenta las tasas de arrestos (por violencia y delitos sexuales).

## Insumos
Un matadero moderno consume grandes cantidades de agua, normalmente calentada en caldera, y usada en la limpieza y esterilización de las reses, instrumentos de corte y en el propio edificio.
Las grandes cámaras frigoríficas y las unidades de refrigeración a amoníaco son grandes consumidoras de energía eléctrica, generalmente recibida en alta tensión y transformada en generador primario propio.

## Limpieza y sanidad
Los frigoríficos industriales modernos están alejados de los antiguos y malolientes frigoríficos originales.
Un grado de limpieza exigente, equipamientos adecuados, uso intensivo de materiales apropiados como el acero inoxidable, instalaciones revestidas con materiales adecuados y el concepto de no dejar nada que pueda deteriorarse, con un plazo mínimo entre el sacrificio y la entrada en la cámara frigorífica son prácticas exigidas.
El uso intensivo del vapor de agua como esterilizante, ya que productos químicos contaminarían la carne, ayuda a eliminar la contaminación por microorganismos. Prácticas adecuadas, como el uso de cuchillos diferentes para la parte externa o interna del animal y el control de insectos y predadores también contribuyen mucho a la mejora de la sanidad. 

## Normativa

### Unión Europea
La normativa europea más importantes que rige en la actividad de matadero son el Reglamento 853/2004 por el que se establecen las normas específicas de higiene de los alimentos de origen animaly el Reglamento (UE) 2017/625 del Parlamento Europeo y del Consejo, de 15 de marzo de 2017, relativo a los controles y otras actividades oficiales realizados para garantizar la aplicación de la legislación sobre alimentos y piensos, y de las normas sobre salud y bienestar de los animales, sanidad vegetal y productos fitosanitarios (que deroga el Reglamento 854/2004).

#### España
Se regula principalmente por el reglamento en materia de higiene de la producción y comercialización de los productos alimenticios y las actividades excluidas de su ámbito de aplicación. 